# Западный (Коми)
За́падный — упразднённый посёлок в городском округе Воркута Республики Коми. На момент упразднения находился в административном подчинении посёлку Комсомольский. Исключен из учётных данных в 2001 году.

## География
Располагался в 5 км от посёлка Комсомольский и в 18 км от Воркуты по западному автомобильному кольцу.

## История
Возник как ОЛП Воркутлага вместе с шахтой № 25 («Западная») в 1940-е. В списке населённых пунктов числится с 1949. В 1952 шахта № 25 выдала на-гора первый уголь. В 1976 шахта № 25 была соединена с шахтой № 18 и прекратила своё существование как самостоятельное предприятие. В 2000 году территория посёлка полностью рекультивирована.

## Инфраструктура
На территории посёлка Западный находится кладбище заключённых отдельных лагерных пунктов № 25, 26 и 27 Воркутлага. Захоронения производились как в общих, так и в индивидуальных могилах. В августе 2010 кладбище обследовано экспедицией историко-краеведческого музея «Город на севере России» (школа № 14, пос. Воргашор) под руководством исследователя И. В. Витман. Обнаружены надгробные кресты 1954—1955 годов.